# Пиримифос-метил
Пиримифо́с-мети́л — фосфорорганический инсектицид и акарицид широкого спектра действия (классификация в соответствии с Директивой 67/548/ЕЭС). Наиболее известный препарат — Актеллик (концентрат эмульсии 500 г/л).
Используется для защиты сельскохозяйственных культур открытого и защищённого грунта от комплекса листогрызущих и сосущих вредителей, включая клещей, а также для защиты складских помещений и запасов зерна при хранении от комплекса амбарных вредителей.
Механизм действия: контактное, кишечное действие, выраженная фумигантная активность, трансламинарное перераспределение препарата в листьях позволяет бороться с вредителями, обитающими на нижней стороне листа. Период защитного действия для овощных и декоративных культур составляет 7-14 дней. Гибель насекомых наступает в интервале от нескольких минут до нескольких часов (в зависимости условий, вида и физиологического состояния вредителей). Для успешной борьбы с вредителями рекомендуется 2-кратная обработка с интервалом 7 дней.
Персистентность низкая на растениях, высокая на инертных поверхностях.
Токсичен, класс опасности: 2. Очень токсичен для водных организмов. Ингибитор холинэстеразы.
Необходимо соблюдать требования и меры предосторожности согласно СанПиН 1.2.2584-10: «Гигиенические требования к безопасности процессов испытаний, хранения, перевозки, реализации, применения, обезвреживания и утилизации пестицидов и агрохимикатов». Запрещаются работы с препаратом без средств индивидуальной защиты (СИЗ) органов дыхания, глаз и кожи.
Специфический антидот: сульфат атропина или Р-2АМ — специфический реактиватор холинэстеразы.